# جيريت ميلر
جيريت ميلر (بالإنجليزية: Gerrit Smith Miller)‏ (و. 1869 – 1956 م) هو عالم نبات، وعالم حيواني، من الولايات المتحدة الأمريكية، ولد في نيويورك، كان عضوًا في الأكاديمية الأمريكية للفنون والعلوم، توفي في واشنطن العاصمة، عن عمر يناهز 87 عاماً.

## التعليم
تعلم في جامعة هارفارد.